# Patricia Castell
Pour les articles homonymes, voir Castell.
Patricia Castell, née Ovidia Amanda Paramidani Padín (25 avril 1926 - 29 septembre 2013), est une actrice argentine, qui s'est produite à la radio, à la télévision et au cinéma. Née à Avellaneda en 1926, sa carrière débute dans les années 1940 et dure plus de cinquante ans.

## Carrière

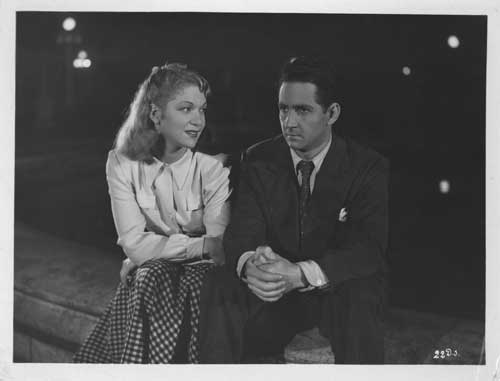
Avec Ricardo Duggan dans Diez segundos (1949).

En 1949, elle joue dans le drame Diez segundos, la première de nombreuses apparitions aux côtés de María Rosa Gallo pendant plusieurs décennies, dont Perla Negra et Zíngara (1996),,,. Elle joue dans de nombreuses telenovelas, et est connue pour son interprétation de la méchante Cecilia dans le feuilleton Celeste.
Âgée de 87 ans, elle meurt à Buenos Aires le 29 septembre 2013.